# Égalité des sexes

Un des symboles représentant l'égalité des sexes.

 (février 2020).
 (août 2021).
L'égalité des sexes, aussi connue sous les termes d'égalité des genres, est le principe selon lequel les femmes et les hommes doivent recevoir un traitement égal et ne doivent pas être victimes de discriminations fondées sur leur appartenance à l'un ou l'autre sexe ou genre, hormis les cas où une différence de traitement serait fondée, biologiquement, médicalement ou socialement, comme cela peut se justifier dans le sport, la mode ou le spectacle vivant par exemple.
L'égalité des sexes est un objectif de la Déclaration universelle des droits humains et constitue l'Objectif de développement durable no 5 de l'Organisation des Nations unies, qui prévoit une égalité en droit et dans des situations sociales, et en particulier un salaire égal pour un travail égal.

## Égalité dans les faits
Si l'égalité entre sexes ou genres présuppose une égalité de droits, et notamment la transcription dans les lois nationales des droits des femmes, en particulier, elle ne se limite pas à ces aspects légaux et vise des inégalités de fait, et ainsi à l'équité, lorsque ces lois ne sont pas respectées.

### Inégalités au travail: salaires et conditions de travail
Selon le 10e baromètre des discriminations perçues dans l'emploi du Défenseur des droits en France, le genre est le deuxième motif de discrimination dans le monde professionnel.

#### Salaires
Selon l'Observatoire des Inégalités, en France, les femmes seraient, quel que soit le temps de travail, payées 25,7% de moins que les hommes qui sont eux, payés 34,6% de plus que les femmes (situation en 2012).

##### Étude INSEE 2013 (France)
En 2013, l'INSEE synthétise les facteurs observables qui participent à la différence de salaire entre femmes et hommes. L'INSEE prend l'exemple des salariés de Bourgogne-Franche-Comté :
- Les salariées perçoivent un salaire annuel inférieur de 26 % en moyenne.
- Les salariées travaillent en moyenne moins que les salariés car elles peuvent moins se dérober aux charges familiales (36 % d'entre elles font du temps partiel contre 12 % d'entre eux). Ramenée à un volume horaire équivalent, la différence passe de 26 % à 16,7 %. Le temps de travail est donc le premier facteur discriminatoire.
- Le second facteur est l'inégalité interprofessionnelle : les femmes sont concentrées dans des métiers en moyenne moins bien rémunérés bien qu'indispensables (métiers du soin : puériculture, services d'aide aux personnes âgées, personnels soignants, etc.). L'INSEE estime que sans ce facteur, l'écart passerait de 16,7 % à 10 %.
- Différents facteurs que l'INSEE nomme les « effets de structures observables » (type de contrat de travail, secteur de l'entreprise etc.), participent, toujours selon l'INSEE, à 3,2% de l'écart salarial. Sans tenir compte de ces facteurs, on arriverait à une différence salariale de 6,8 %.
- L'Insee évoque une discrimination salariale « pure » de 6,8 % entre hommes et femmes. Cependant, « d'autres facteurs comme l'expérience professionnelle, l’ancienneté dans l’entreprise ou encore le niveau de diplôme acquis peuvent contribuer à l'expliquer. [L'inégalité] peut aussi être le reflet de pratiques discriminatoires en termes d'avancement ou de primes. »

##### Études Glassdoor 2016 et 2019 (France, États-Unis, Royaume-Uni, Allemagne, Canada, Pays-Bas et Singapour)
Se basant sur des informations salariales à l’échelle du poste et de l’entreprise dans plusieurs pays riches, le cabinet de ressources humaines Glassdoor publie une étude sur le sujet en 2016, puis une étude similaire en 2019. En France, l'étude trouve un écart de rémunération “non ajusté” entre femmes et hommes est de 11,6 %. En appliquant des contrôles statistiques, on trouve un écart, dit “ajusté”, de 3,7 % (ce dernier étant significativement plus bas que celui de 6,3 % en 2016), qui correspond à l'écart que l'étude ne parvient pas à expliquer,.

##### Présence d'un enfant dans le foyer familial (études OCDE 2012 et Glassdoor 2016)
D'après plusieurs études, la différence de revenus serait accentuée avec la présence d'un enfant dans le foyer familial.
- En 2012, un rapport de l'OCDE montre une différence de salaires quasiment nulle en France (et en France uniquement) entre femmes et hommes travaillant à temps plein dans la tranche 25-44 ans lorsque aucun enfant n'est présent dans la famille[7]. La différence s'établissait alors à 13 % en défaveur des femmes-mères par rapport aux hommes-pères lorsqu'un ou plusieurs enfants étaient présents dans le foyer.
- En 2016, le cabinet Glassdoor indique qu'à poste égal, la différence de salaires entre femmes et hommes est quasiment nulle (0,4 %) lorsqu'aucun enfant n'est présent dans la cellule familiale. En revanche, les femmes qui ont eu au moins un enfant gagnent 12,4 % de moins que les hommes[8][réf. à confirmer].

#### Conditions de travail
- les hommes sont plus exposés aux conditions de travail pénibles que les femmes[9] et sont plus touchés par les accidents du travail[10] ;
- les hommes sont victimes de remarques sexistes lorsqu'il est question de leur statut de père au sein de leur entreprise. Ainsi Noam Leandri, président de l'Observatoire des Inégalités note que « Peu d'hommes prennent un congé paternité et lorsqu'ils le font, cela peut être perçu de manière négative »[10].

En 2019 le Projet Interrégional Laboratoire de l’égalité (PILE) initié par l’Université de Franche-Comté (UFC) et l’Université de Genève (UNIGE) lancent une plateforme de bonnes pratiques et de ressources transfrontalières pour les entreprises souhaitant s'informer et prendre des mesures en faveur de l'égalité et la diversité professionnelle.

### Inégalités dans la famille

#### Familles monoparentales
Dans la majorité des familles monoparentales, en France, les pères et les mères n'ont pas un partage égalitaire des enfants.
| Pour des raisons techniques, il est temporairement impossible d'afficher le graphique qui aurait dû être présenté ici.                      |
| Source : Insee, enquête Familles et logements concernant 3,4 millions d'enfants résidant principalement avec un seul de leurs parents, 2011 |

Certaines revendications hoministes dénoncent les jugements en matière de divorce ou de séparation qui auraient selon eux tendance à favoriser les femmes. Le droit des pères, notamment en ce qui concerne la garde des enfants, y serait insuffisamment reconnu. Ainsi, si d'après Gérard Réverend, président de l'association Les papas=les mamans, "à peine 1 père sur 5 (20%) demande à avoir la résidence principale de son enfant"[réf. nécessaire], en 2009 selon le Ministère de la Justice seulement 1 enfant sur 12 (8%) est confié au père contre 74,6 % à la mère et 16,9 % en résidence alternée aux deux parents. D'après Marc Juston, juge aux affaires familiales à Tarascon, « les juges ne sont pas contre les pères » mais restent dans un « schéma où il est acquis que la mère doit garder son enfant et que le père doit se battre pour obtenir davantage ».

#### Inégalité: les violences contre les femmes
De profonds dysfonctionnements existent encore en 2020 quant au traitement réservé aux différents genres. En effet, les violences subies le sont très majoritairement par des femmes et commises par des hommes, cela se nomme la Violence contre les femmes. Cette violence inclut tous les types de violences et dans tous les aspects de la société, qu'il s'agisse du cercle familial et conjugal, du domaine professionnel, ou de l'espace public dans son ensemble le plus large.

#### Inégalités devant l'institution judiciaire en France
- Pour un même fait, les hommes sont plus souvent présumés coupables là où les femmes bénéficient plus souvent de relaxe[10] ;
- Pour un même fait, les hommes condamnés le sont plus souvent à de la prison ferme là où les femmes obtiennent plus souvent de la prison avec sursis[10];
- Les femmes bénéficieraient d'une image de victime, mais pas les hommes[10].

### Filières d'études mathématiques et techniques
La sous-représentation des femmes dans tout ou partie des filières d'études des mathématiques, des sciences physiques, des technologies et de l’ingénierie est constatée dans de nombreux pays. La réduction de ce déséquilibre est souvent un objectif affirmé dans les politiques publiques. La sous-représentation des femmes dans les domaines d'étude ayant une forte composante mathématique est restée constante ou a même augmenté dans la plupart des pays développés au cours des deux dernières décennies,. Une exception notable concerne le domaine informatique, où les femmes étaient majoritaires dans les temps précurseurs aux États-Unis et en France, à l'époque des calculatrices, et tant que le métier était jugé comme peu qualifié mais où leur nombre a chuté drastiquement à partir des années 1980. Selon une étude largement commentée et critiquée de 2018,,,,, les femmes auraient une propension moindre à se diriger vers des études scientifiques et mathématiques dans les pays ou l'égalité des sexes est promue socialement. Une explication couramment avancée dans certains ouvrages récents pour expliquer ce qui est quelquefois qualifié de « paradoxe de l'égalité des sexes » est que, dans les pays plus égalitaires et plus développés, les filles et les garçons ont plus de liberté et de facilité à exprimer leurs préférences et intérêts personnels supposés intrinsèquement distincts,,. Cette explication prend appui sur des fondements théoriques issus de la psychologie évolutionniste, qui postule l'existence de différences innées entre les sexes sur plusieurs plans, par exemple en matière de personnalité ou d'intérêts. Toutefois, d'autres explications sur cette ségrégation du travail sont plus communément partagées. En Malaisie, où les métiers de l'informatique sont considérés comme particulièrement bien adaptés aux femmes, celles-ci sont majoritaires aussi bien dans le corps enseignant que parmi les diplômés des universités de Penang et Kuala Lumpur. Le poids des stéréotypes de genre jouerait donc un grand rôle dans ces inégalités de représentation,. L'Unesco relève par ailleurs que « De notables différences régionales et nationales dans la représentation des filles et des femmes dans les études des STEM peuvent être observées, suggérant la présence de facteurs contextuels influant sur la participation des filles et des femmes dans ces domaines ».

### Inégalités face au logement en France
Les femmes sans-domicile bénéficient de conditions d’hébergement plus stables que les hommes. Ces derniers constituent la quasi-totalité de la population des sans-abri.

### Assignations vestimentaires
En 2022, au nom de l'égalité entre les femmes et les hommes, la piscine de Göttingen expérimente l'autorisation pour les femmes de se baigner poitrine nue le weekend.

## Oppositions à la notion d'égalité des genres

### La théorie de la «complémentarité» entre femmes et hommes
L'idée de complémentarité entre femmes et hommes évoque l'idée selon laquelle il existe des rôles prédéterminés naturels ou d'origine divine pour les deux genres, rôles polarisés "qui permettrait la coexistence des femmes et de hommes au sein des couples hétérosexuels ainsi que dans la société". Elle est l'argument principal fréquemment invoqué par les opposants pour faire barrage aux initiatives, notamment légales, visant à instaurer l'égalité entre les genres.
En France, en 2014, des opposants à un projet d'éducation scolaire à l'égalité pour lutter contre les préjugés et stéréotypes sexistes à l'école, l'ABCD de l'égalité, font échec à ce projet[Pas dans la source] en réclamant « un ABCD de la complémentarité »,.
En Tunisie, lors d'un projet de réforme de la Constitution, le parti islamiste Ennahda, opposé à l'idée d'égalité, annonce en 2012 vouloir y introduire cette notion de complémentarité, provoquant une levée de boucliers, mais aussi une formulation très vague et donc jugée peu opérante de la formulation sur l'égalité finalement retenue.
En France, depuis 1983, les entreprises d'au moins 300 salariés doivent établir chaque année un Rapport de situation comparée sur l'égalité femme-homme pour « comprendre et agir sur les inégalités ».
Son abandon dans le cadre d'un projet de loi sur le dialogue social est dénoncé comme une régression en matière de lutte contre les inégalités (tout comme l'abandon de l'obligation de négocier).

## Politiques relatives à l'égalité des genres

### Depuis 1957, de la CEE à l'Union européenne
Au début du XXIe siècle, en matière d'égalité entre les femmes et les hommes, l'Union européenne, qui mène une politique de réduction des inégalités, est considérée comme très avancée par rapport au reste de l'Europe. Sa politique dans le domaine, qui comprend la promotion de l'égalité et la lutte contre les discriminations de genre, impose aux États membres des normes et valeurs élevées, au-dessus de celles qu'ont la plupart des pays.
En 1957, est créée la Communauté économique européenne (CEE), qui consiste essentiellement en la création d'un vaste marché entre ses pays (initialement : Allemagne de l'Ouest, Belgique, France, Italie, Luxembourg, Pays-Bas). Lors de sa fondation, marquée par le traité de Rome de 1957, les personnalités ayant négocié considèrent que du progrès économique naîtra le progrès social. Au fur et à mesure de la construction de ce qui deviendra l'Union européenne, avec l'adoption de différents traités, l'adjonction de nouveaux pays et le développement de nouvelles compétences communautaires, les politiques d'égalité entre genres ont été mises en place et développées. Des femmes politiques telles que Jacqueline Nonon, Éliane Vogel-Polsky (1926-2015), Barbara Helfferich et Eryl McNally ont fortement contribué à celle-ci, notamment en raison de leur militantisme pour cette cause. Les premières actions de la CEE dans le domaine social ont été négociées sur la base d'arguments économiques, puisque la CEE ciblait le développement économique en premier lieu : ainsi, dans le contexte de progressive levée des barrières douanières et commerciales au sein de la CEE, l'article 119 (entré en vigueur en janvier 1958 et qui deviendra l'article 157 du traité sur le fonctionnement de l’UE) concernant l'égalité de rémunération entre travailleurs femmes et hommes, a surtout trait au fait qu'il fallait éviter de trop grandes disparités de rémunérations entre les pays afin que certaines entreprises ne soient pas tentées de profiter d'une main-d’œuvre moins rémunérée pour réduire leurs coûts de production, les femmes étant nombreuses à être moins payées que les hommes dans certains secteurs de l'industrie (par exemple dans le textile). De 1958 à 1997, cet article est la base de la politique européenne en matière d'égalité des genres, politique qui va s'étoffer au fil du temps. La CEE et les organisations qui la remplaceront utiliseront pour leur politique en matière d'égalité femmes-hommes différents dispositifs. Peu à peu, grâce à différents textes juridiques, l'Europe sociale se constitue, avec l'égalité femmes-hommes comme élément central ayant permis de bâtir le reste autour. De plus, des outils financiers spécifiques, comme des financements en matière de projets traitant de l'égalité femmes-hommes ou aux luttes contre les violences liées au genre, ont permis d'avancer sur d'autres plans que celui de la seule réglementation. Enfin, des dispositifs non contraignants sur le plan réglementaire ont été adoptés, qui ont aussi participé à la valorisation et aux actions en faveur de cette égalité.
Toutefois, des évolutions dans le temps ont pu ou peuvent marquer des différences dans le traitement de cet objectif d'égalité entre les genres : ainsi, si en 2000 l'Europe sociale était l'une des priorités importantes de la communauté, ce n'est plus le cas en 2010. Par ailleurs, à partir de 2011, le sujet égalité femmes-hommes a quitté le pan Europe sociale pour aller dans celui de la justice, s'y insérant parmi la politique plus vaste des droits fondamentaux. La spécialiste de sociologie de l’action publique, des politiques européennes et des études de genre Sophie Jacquot indique qu'« au début du XXIe siècle, après plusieurs décennies de développement, la politique européenne d’égalité est menacée de démantèlement, voire en voie d’extinction progressive ». Les modifications se font très progressivement et de façon assez peu visible de prime abord, mais la politique d'égalité européenne se craquelle peu à peu, à différents niveaux. Sophie Jacquot souligne que ceci a paradoxalement lieu avec l'affirmation de plus en plus nette de l'égalité entre les genres comme l'une des valeurs fondamentales de l'Union européenne.

## Législation relative à l'égalité des genres
- Loi sur l'égalité des droits (en) (Israël, 1951)
- Convention sur l'élimination de toutes les formes de discrimination à l'égard des femmes (Convention ONU, 1979)
- Article 28 de la Charte canadienne des droits et libertés (Canada, 1982)
- Loi fédérale sur l'égalité entre femmes et hommes (Suisse, 1995)
- Bundesgleichstellungsgesetz (de) (Allemagne, 2001)
- Directive sur l'égalité entre les hommes et les femmes dans le marché du travail (Union européenne, 2006)
- Loi organique pour l'égalité effective des femmes et des hommes (es) (Espagne, 2007)
- Loi pour l'égalité réelle entre les femmes et les hommes (France, 2014)
- Loi sur l'égalité effective des femmes et des hommes (Catalogne, 2015)
- Objectif de développement durable no 5 de l'ONU (2015)

En France, le 7 avril 2025, après un débat houleux, de multiples suspensions et rappels au règlement, les députés ont voté une proposition de loi déposée dès 2021 imposant le scrutin de liste proportionnel — et paritaire — à toutes les communes (il n'était obligatoire que pour les communes de plus de 1 000 habitants. Il s'appliquera à partir du scrutin de mars 2026. Une seconde délibération du gouvernement a été nécessaire pour obtenir ce vote avec 206 voix pour (France insoumise, socialistes, écologistes et communistes), 181 contre (RN, alliés ciotistes, Droite républicaine, et majorité du groupe Liot) et 25 abstentions (Groupe Horizons). En 2025, seule 37,6 % des élus des petites communes sont des femmes.

## Indices de mesure de l'égalité des sexes

### Dans le monde

#### L'indice genre de Equal Measures 2030
L'organisation indépendante Equal Measures 2030, rassemblant une coalition d'ONG œuvrant en faveur de l'égalité des sexes et des femmes, publie un Indice Genre qui vise à mesurer l'accomplissement de l'objectif de développement durable no 5 (ODD) de l'ONU, qui a pour échéance l'année 2030. L'indice se base sur 51 indicateurs d’égalité des sexes pour 129 pays, en cohérence avec 14 autres ODD (Production et Consommation durable, Vie aquatique et biodiversité étant exclus car jugés peu pertinents par rapport au sujet de l'égalité des sexes).
Ces indicateurs montrent que globalement, la couverture des besoins fondamentaux pour toutes - l'ODD 2 (Faim Zéro), l'ODD 3 (Bonne santé et bien-être), l'ODD 4 (Éducation de qualité) et l'ODD 6 (Eau propre et assainissement) - progressent, mais, quel que soit le pays, les promesses d’égalité entre les genres ne sont pas encore tenues, en particulier face aux changements climatiques (ODD 13), à l’emploi dans l'industrie et l’innovation (ODD 9), ou encore dans le domaine des partenariats notamment en termes de finances publiques et de collecte de données (ODD 17). L’ODD 5 (égalité des genres) est loin d’être atteint.
D'après l'indice 2019 c'est en Europe du Nord (Danemark, Finlande, Suède, Norvège et Pays-Bas) que l'égalité des sexes est la mieux respectée, alors que le Canada est huitième et l’Australie dixième. C'est au Congo, en République Démocratique du Congo et au Tchad qu'elle est le moins respectée. Le niveau de richesse est assez corrélé au degré de respect de l'égalité des sexes, mais pas toujours (ex : le Rwanda, la Slovénie ou le Vietnam sont plus respectueux des femmes par rapport à des pays au PIB comparable, alors que la Russie, la Suisse ou la Turquie ont des scores plus faibles que d'autres pays comparables en termes de richesse.

### En France
La loi no 2018-771 du 5 septembre 2018 prévoit la mise en place d'un index égalité femmes-hommes devant être calculé et publié chaque année par les entreprises d'au moins 50 salariés. Un décret publié le 9 janvier 2019 précise ses modalités de calcul. Sur 100 points, l'index est calculé à partir de 5 indicateurs :
- L'écart de rémunération entre les hommes et les femmes (40 points),
- L'écart dans les augmentations annuelles entre les hommes et les femmes (20 points),
- L'écart dans les promotions entre les hommes et les femmes (15 points),
- Les augmentations au retour de congé maternité (15 points),
- La parité parmi les plus grosses rémunérations (10 points).

La parité signifie que chaque sexe est représenté à égalité dans les institutions.
C'est un instrument au service de l'égalité, qui consiste à assurer l'accès des femmes et des hommes aux mêmes opportunités, droits, occasions de choisir, conditions matérielles tout en respectant leurs spécificités.

### En Chine
En 2012, lors de l'arrivée au pouvoir de Xi Jinping, la Chine est à la 69e place dans le classement du Forum économique mondial sur l’égalité hommes-femmes, en 2022, elle occupe le 102e place. Une des origines de ce recul est la faible participation des femmes à la vie politique. La Chine a reculé, en 10 ans de la 58e à la 120e place. Ainsi en 2022, aucune femme ne figure parmi les 7 membres du Comité permanent du bureau politique du Parti communiste chinois et les 24 membres du Bureau politique du Parti communiste chinois.

## Prospective
Selon l'étude annuelle du Forum économique mondial publiée en 2021, il faudra encore compter 135,6 années avant de parvenir à la parité à l’échelle mondiale, tant sur le plan économique que politique, de santé ou encore d’éducation. Cette échéance est retardée de 36 ans par la pandémie de Covid-19, dont les répercussions ont été plus sévères pour les femmes, qui ont notamment été plus nombreuses à perdre leur emploi.

### Sources et bibliographie
- Élisabeth Doutre, « « Inégalités et discrimination en Recherche & Développement : analyse de l’effet des stéréotypes de genre dans les représentations sociales et les attitudes des élèves ingénieurs » », L'orientation scolaire et professionnelle, nos 41/1,‎ 2012 (DOI 10.4000/osp.3740, lire en ligne, consulté le 12 septembre 2015)